# Laurent Brossoit
Laurent Brossoit (* 23. März 1993 in Port Alberni, British Columbia) ist ein kanadischer Eishockeytorwart, der seit Juli 2024 bei den Chicago Blackhawks aus der National Hockey League unter Vertrag steht. Mit den Vegas Golden Knights gewann er in den Playoffs 2023 den Stanley Cup. Zuvor war er in der NHL bereits für die Edmonton Oilers sowie zweimal für die Winnipeg Jets aktiv.

## Karriere

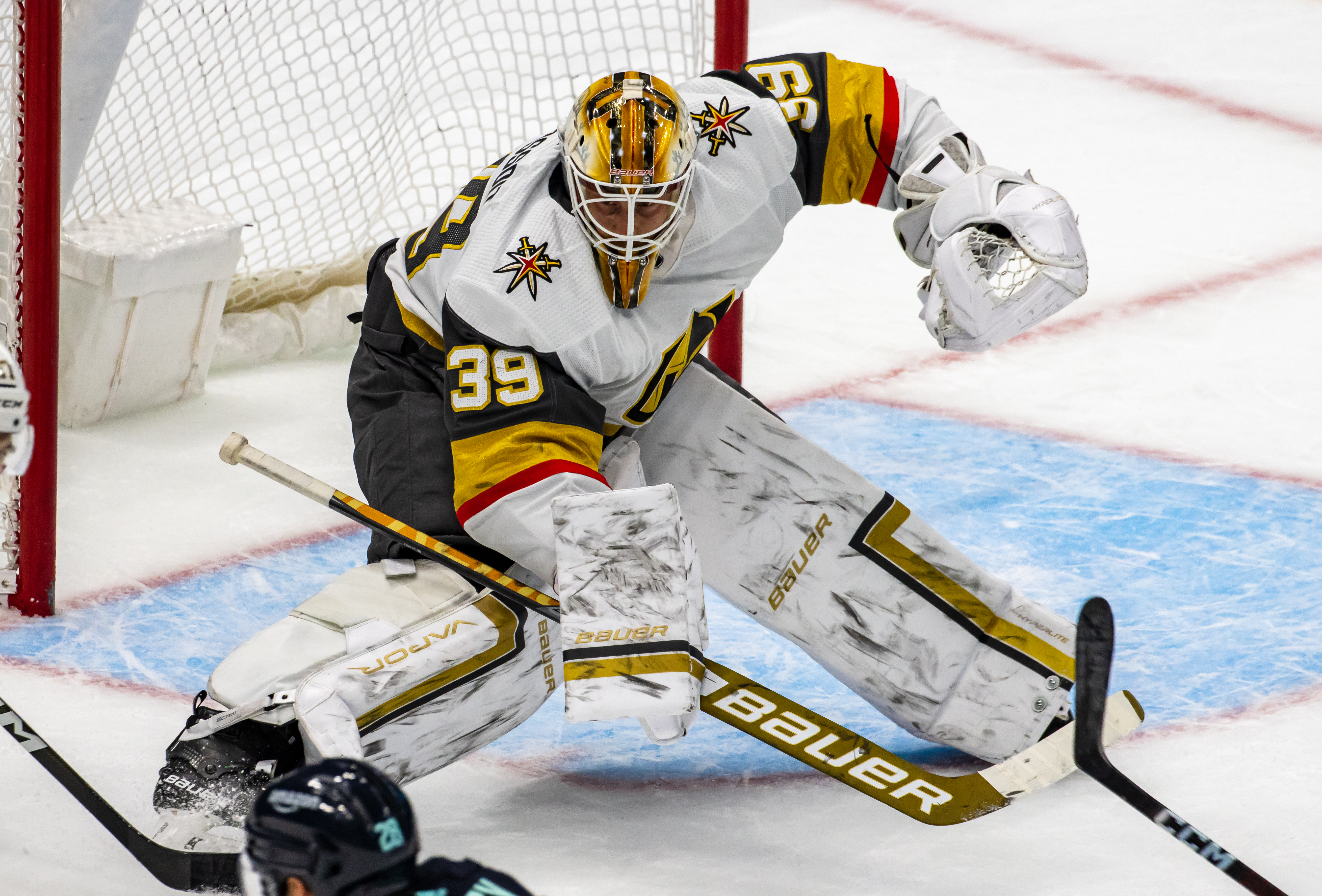
Brossoit im Trikot der Golden Knights (2023)

Brossoit verbrachte seine Juniorenzeit in der British Columbia Hockey League bei den Cowichan Valley Capitals sowie in der Western Hockey League bei den Edmonton Oil Kings. Für letztere war er zwischen 2010 und 2013 aktiv. In der Saison 2011/12 führte er das Team zum Gewinn des Ed Chynoweth Cup, während er zusätzlich mit der Auszeichnung zum WHL Playoff MVP bedacht wurde. Bereits im Sommer zuvor war er von den Calgary Flames aus der National Hockey League im NHL Entry Draft 2011 in der sechsten Runde an 164. Stelle ausgewählt worden.
Nach Beendigung seiner Juniorenkarriere unterzeichnete der Torwart einen Vertrag bei den Flames und wurde zunächst in der American Hockey League und ECHL eingesetzt, ehe er im November 2013 gemeinsam mit dem Tschechen Roman Horák zu den Edmonton Oilers transferiert. Im Tausch gingen Torwart Olivier Roy und Ladislav Šmíd nach Calgary. Brossoit kehrte damit in die Stadt zurück, in der er seine erfolgreiche Karriere im Juniorenbereich verbracht hatte. Zunächst spielte der Schlussmann aber weiterhin in der ECHL und sporadisch in der AHL für die Farmteams der Oilers. Erst zur Saison 2014/15 gelang ihm der dauerhafte Sprung in die AHL, wo er Stammtorwart der Oklahoma City Barons war. Im Verlauf der Spielzeit debütierte der Torhüter auch in der NHL für Edmonton. Die Spielzeit 2015/16 verbrachte er dann bei den Bakersfield Condors, dem neuen Kooperationspartner der Edmonton Oilers. Erneut bestritt er einige NHL-Begegnungen, zur Beförderung zum Back-up von Cam Talbot im Kader Edmontons musste Brossoit allerdings bis Mitte Januar 2017 warten.
Nach fünf Jahren in der Organisation der Oilers erhielt der Kanadier keinen weiterführenden Vertrag, sodass er sich im Juli 2018 als Free Agent den Winnipeg Jets anschloss. Dort gehörte er als Backup von Connor Hellebuyck drei Jahre lang fest zum NHL-Aufgebot, ehe er im Juli 2021, abermals als Free Agent, zu den Vegas Golden Knights wechselte. Mit dem Team gewann er in den Playoffs 2023 den Stanley Cup, wobei er jedoch ab Mitte der Playoffs überwiegend durch Adin Hill ersetzt wurde. Nach der Saison kehrte er im Juli 2023 als Free Agent zu den Winnipeg Jets zurück. In gleicher Weise wechselte er im Juli 2024 zu den Chicago Blackhawks.

### International
Brossoit hütete für das Team Canada Pacific bei der World U-17 Hockey Challenge 2010 das Tor. Dort stand er in zwei von fünf Partien im Tor der Mannschaft, die das Turnier auf dem fünften Rang abschloss.

## Erfolge und Auszeichnungen
| - 2012 Ed-Chynoweth-Cup-Gewinn mit den Edmonton Oil Kings - 2012 WHL Playoff MVP - 2013 WHL East Second All-Star Team - 2014 ECHL All-Rookie Team | - 2014 ECHL Second All-Star Team - 2016 Teilnahme am AHL All-Star Classic - 2023 Stanley-Cup-Gewinn mit den Vegas Golden Knights |

## Karrierestatistik
Stand: Ende der Saison 2023/24

### International
Vertrat Kanada bei:
- World U-17 Hockey Challenge 2010

(Legende zur Torhüterstatistik: GP oder Sp = Spiele insgesamt; W oder S = Siege; L oder N = Niederlagen; T oder U oder OT = Unentschieden oder Overtime- bzw. Shootout-Niederlage; Min. = Minuten; SOG oder SaT = Schüsse aufs Tor; GA oder GT = Gegentore; SO = Shutouts; GAA oder GTS = Gegentorschnitt; Sv% oder SVS% = Fangquote; EN = Empty Net Goal; 1 Play-downs/Relegation; Kursiv: Statistik nicht vollständig)